# Nathan Twaddle

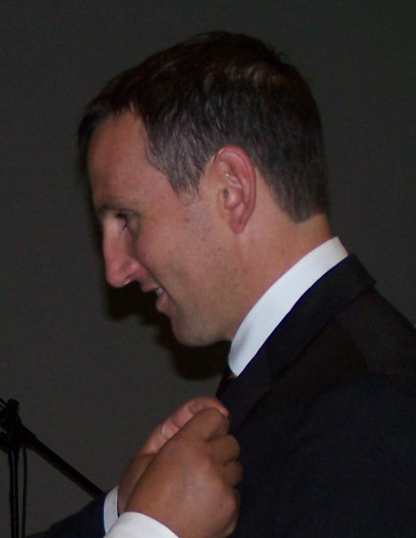
Nathan Twaddle, 2009

Robert Nathan Twaddle (* 21. August 1976 in Hamilton) ist ein ehemaliger neuseeländischer Ruderer.
Twaddle begann 1990 mit dem Rudersport. Seine internationale Karriere begann 2002 im Vierer ohne Steuermann. Beim Ruder-Weltcup in Luzern belegte er 2003 zusammen mit Rob Hellstrom den dritten Platz im Zweier ohne Steuermann. Im gleichen Jahr belegten die beiden in Mailand den siebten Platz bei den Weltmeisterschaften.
Ebenfalls den siebten Platz belegte Nathan Twaddle mit seinem neuen Partner George Bridgewater beim Weltcup 2004 in Luzern. Bei den Olympischen Spielen in Athen verpassten die beiden als Vierte die Medaillenplätze um 0,84 Sekunden. 2005 siegten Twaddle und Bridgewater bei zwei Weltcup-Regatten und gewannen auch den Titel bei den Weltmeisterschaften in Gifu. 2006 folgte auf einen fünften Platz im Weltcup von Posen ein Sieg in Luzern. Bei den Weltmeisterschaften in Eton erhielten die beiden die Silbermedaille hinter den Australiern Drew Ginn und Duncan Free. 2007 gewannen die Neuseeländer beim Weltcup in Amsterdam in Abwesenheit der Australier. Beim Weltcup in Luzern und bei den Weltmeisterschaften in München siegten jeweils die Australier vor den Neuseeländern. Auch 2008 gelang Twaddle und Bridgewater in Posen ein Weltcupsieg. Im Finale der Olympischen Spiele in Peking siegten Ginn und Free vor den Kanadiern David Calder und Scott Frandsen, dahinter erhielten Twaddle und Bridgewater die Bronzemedaille.
Danach beendete Bridgewater seine Karriere vorläufig. Twaddle trat 2010 mit dem neuseeländischen Doppelvierer an und belegte vor heimischem Publikum den siebten Platz bei den Weltmeisterschaften auf dem Lake Karapiro.